# Ultimus Romanorum

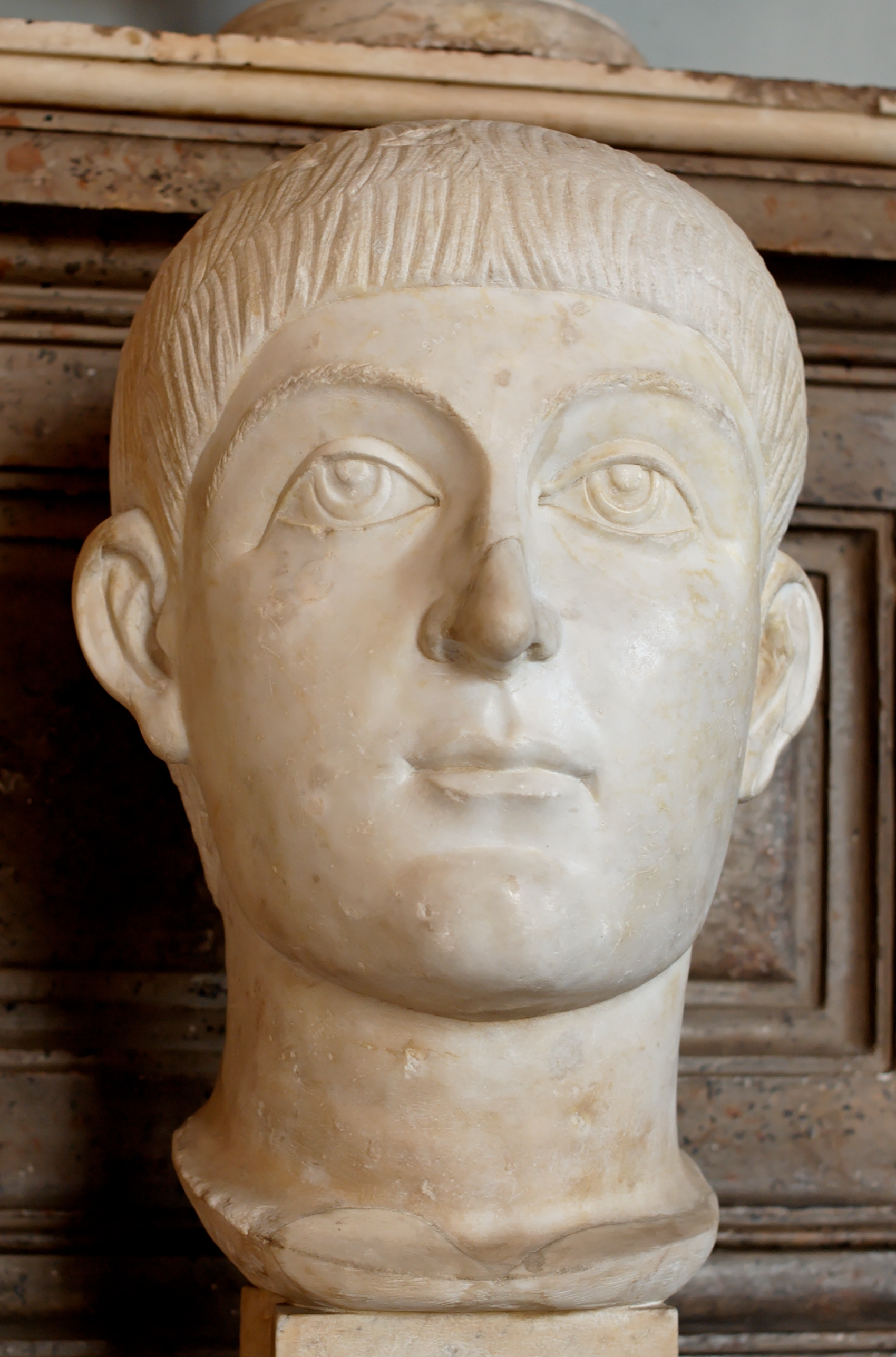
L'imperatore Valente, "ultimo vero romano" secondo Ammiano Marcellino

Con l'espressione ultimus romanorum (in lingua latina: ultimo dei romani) si indica un personaggio che nella storia è stato percepito incarnare i valori e le caratteristiche precipue della civiltà romana, che per circostanze storiche, politiche o culturali avvicendatesi, sono stati ritenuti estinti con la sua scomparsa. Nel corso dei secoli l'espressione è stata più volte associata ai personaggi più disparati, non solo dell'epoca strettamente identificata con la romanità classica, ma anche dei secoli successivi, fino all'epoca moderna. Si tratta dunque di personaggi afferenti alle più differenti sfere d'interesse del mondo della classicità: dalle doti militari, a quelle politico-oratorie e soprattutto a quelle culturali-filosofiche, a testimonianza di una percezione di ampio respiro delle caratteristiche precipue della romanitas che trascende la storia, inserendole in un vero e proprio modo di essere, di pensare, di agire.

## Lista di persone descritte come ultime dei romani o tali per la loro figura e il loro contesto d'azione
- Gaio Cassio Longino (85-42 a.C.) politico romano, tra i promotori della congiura che portò all'assassinio di Giulio Cesare, il riferimento è nella fonte di Tacito: «Sotto il consolato di Cornelio Cosso e Asinio Agrippa fu sottoposto a giudizio Cremuzio Cordo per un reato di nuovo genere, noto allora per la prima volta: negli annali da lui scritti, dopo aver elogiato M. Bruto, aveva chiamato Cassio l'ultimo dei romani.»[1]
- Marco Giunio Bruto (85 a.C. ca.-42 a.C.), politico e filosofo romano, senatore della Repubblica, l'altro celebre organizzatore ed esecutore del cesaricidio, è chiamato da Marco Anneo Lucano nella Farsaglia (ca. 65 d.C.) "gloria dell'impero, ultima speranza del Senato, ultimo grande nome di un casato tanto illustre nei secoli".
- Gaio Asinio Pollione (76 a.C. - 5), politico e oratore romano, considerato l'ultimo grande oratore.
- Massenzio (278-312), imperatore autoproclamato sconfitto da Costantino nella battaglia di Ponte Milvio, ultimo sovrano romano a risiedere stabilmente a Roma.[2]
- Valentiniano I (321-375), ultimo imperatore della pars occidentalis a impegnarsi in maniera estensiva sia sulla frontiera danubiana che su quella renana[3].
- Valente (328-378), "l'ultimo vero romano" nelle Res Gestae di Ammiano Marcellino, imperatore dell’Impero Romano d'oriente (e fratello di Valentiniano I) che condusse il suo esercito nella catastrofica disfatta di Adrianopoli contro i Goti invasori cadendo sul campo (378): si trattò di una data spartiacque, che impresse nella mentalità collettiva un trauma ben peggiore di quello legato alle vicende del 410.
- Stilicone (359 ca. - 408), generale romano-vandalico che dalla morte di Teodosio nel 395 detenne un potere pressoché indiscutibile nell'impero d'Occidente. Chiamato "l'ultimo dei generali romani" da Edward Gibbon (Teodosio e gli ultimi generali romani, cap. XXX)[4].
- Flavio Ezio (390 ca. - 454), generale romano, è Procopio di Cesarea a chiamarlo così[5]. Di fatto l'ultimo comandante militare a poter disporre di un esercito ancora in grado di contenere le invasioni barbariche in un contesto di dissolvimento dell'Impero sempre più tangibile. In Gallia seppe servirsi all'occorrenza di contingenti barbari nell'ottica del divide et impera e nel 451, con la vittoria su Attila ai Campi Catalaunici, raggiunge l'apice della carriera e del potere. Cade ucciso in una congiura ordita da Valentiniano III in seguito a una discussione con quest'ultimo, ma se ne ignorano le vere cause.
- Galla Placidia (388-450), consorte di Costanzo III e madre di Valentiniano III fu "l'ultima imperatrice romana" di fatto regnante dal 425 al 437 per conto del figlio non ancora in maggiore età[6].
- Maggioriano (420-461), imperatore romano tra il 457 e il 461. Fu l'ultimo imperatore universalmente riconosciuto governante de facto di tutta la pars occidentalis e ultimo a organizzare una grande campagna militare di ampio respiro tesa a recuperare i territori perduti: dopo aver ripristinato il controllo romano su quasi tutta la Gallia e la Hispania il suo obiettivo di riprendere l'Africa ai Vandali venne frustrato dal tradimento di alcuni generali al soldo dei barbari che portarono alla distruzione della flotta imperiale. Indicato da Edward Gibbon come l'ultima grande figura di sovrano romano.
- Siagrio (430-487), rex romanorum del Dominio di Soissons, ultima enclave romana d'Occidente in Gallia (ormai Regno dei Franchi) dopo la fine dell'impero in seguito alla deposizione di Romolo Augusto e all'assassinio di Giulio Nepote.
- Ambrosio Aureliano (fl. V secolo), un comandante militare romano-britannico che combatté contro le invasioni degli Anglo-Sassoni, ne troviamo attestato l'appellativo in Gildas (De excidio et conquestu Britanniae)[7]: «Era un uomo modesto, l'unico della razza romana che era casualmente sopravvissuto nel frastuono della tempesta (i suoi genitori, che avevano sempre indossato la porpora, erano morti con questa) che si è scatenata ai nostri giorni e che ci ha condotti assai lontano dalla virtù degli avi [...] a questi uomini, con il consenso di Dio, arrise la vittoria.» Alcuni lo identificano con i personaggi leggendari di Re Artù o suo padre Uther Pendragon.
- Severino Boezio (475/77-524/26), probabilmente l'ultimo grande filosofo di Roma, consigliere e cancelliere del re ostrogoto Teoderico[8].
- Gildas (fine V sec.-570ca.) chierico romano-britannico e scrittore. Autore del De excidio et conquestu Britanniae, ove si descrivono con crudo pessimismo le distruzioni e le desolazioni della Britannia post-romana[9].
- Giustiniano I (483-565), Augusto dell'Impero Romano d'Oriente, ultimo a organizzare una grande iniziativa di ripristino del controllo romano in Occidente e ultimo imperatore di madrelingua latina[10].
- Flavio Belisario (505ca.-565), abile generale dell'impero romano (bizantino) sotto Giustiniano, è l'artefice delle campagne militari che portarono alla riconquista dell'Italia e delle province africane[11].
- Cassiodoro (485ca.-580), politico, storico e scrittore romano, insieme a Boezio protagonista della rinascita culturale sotto il regno di Teodorico[12].

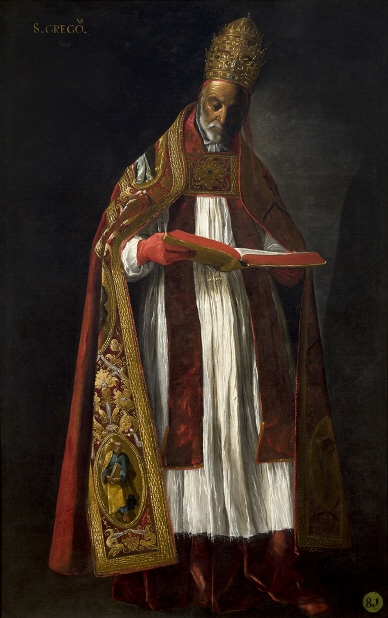
Gregorio I Magno, papa dal 590 al 604

- Gregorio Magno (540ca.-604), romano, papa dal 590 al 604 visse in uno dei periodi più difficili della storia di Roma e dell'Italia in generale. Appartenente alla nobile famiglia senatoria degli Anicii (anche se ciò è alquanto discusso e in forte dubbio), dal suo epistolario traspare un forte senso di attaccamento a Roma, alle sue istituzioni e al suo glorioso passato, oltre che la cognizione di una città oramai in rovina, devastata dalle guerre e dai saccheggi: "Dov'è il Senato, dov'è il popolo ormai? In essa è spento tutto lo splendore delle dignità terrene. Era un tempo nido di leoni, pascolo di leoncini, dov'è la loro magnificenza? Il loro orgoglio? Dove un tempo accorreva la gioventù per istruirsi e far carriera, ora è solo desolazione. L'aquila è senza piume"[13]. Scontratosi più volte con l'autorità imperiale di Costantinopoli, non più in grado di proteggere l'Italia e oramai protesa all'Oriente, Gregorio dovette più volte provvedere in prima persona alla difesa militare di Roma contro le aggressioni longobarde e organizzò anche la sovrintentendenza dell'annona cittadina[14].
- Desiderio di Cahors (580ca-655), aristocratico e vescovo gallo-romano. Ne troviamo l'appellativo nella monumentale Storia della Francia di Anthyme Saint-Paul, che riconosce al presule di Cahors la grande opera edificatoria collocandolo, per la sua eccezionale erudizione, la sua istruzione e soprattutto la corrispondenza letteraria con gli aristocratici della sua cerchia di amicizie, al termine di un percorso culturale che traeva le sue origini dall'età più arcaica della classicità[15].
- Sant'Eulogio di Cordova (800-859), è conosciuto come l'ultimo ispano-romano. La sua famiglia era di classe senatoria e possedeva terre a Córdoba (Corduba) fin dall'epoca romana.
- Gilbert Romme (1750-1795), matematico e rivoluzionario francese, e i suoi compagni Goujon, Duquesnoy, Bourbotte, Duroy e Soubrany; nella sua difesa, Romme dichiarò: "il mio ultimo respiro sarà per la Repubblica una, indivisibile, fondata sull'eguaglianza e la libertà [...] verserò io il mio sangue per la Repubblica ma non darò ai miei nemici la soddisfazione di spargerlo"; quando furono condannati alla ghigliottina, Romme prese il coltello con il quale Goujon si era già colpito e si pugnalò, lasciando l'arma a Duquesnoy. Gli altri non ebbero il tempo di uccidersi e furono ghigliottinati;[16] Thomas Carlyle li definì poi "gli ultimi romanorum"[17]
- Samuel Johnson (1709-1784), critico letterario inglese, anche lui descritto come un "ultimo dei romani" da Carlyle[18]